# Chinatown, San Francisco

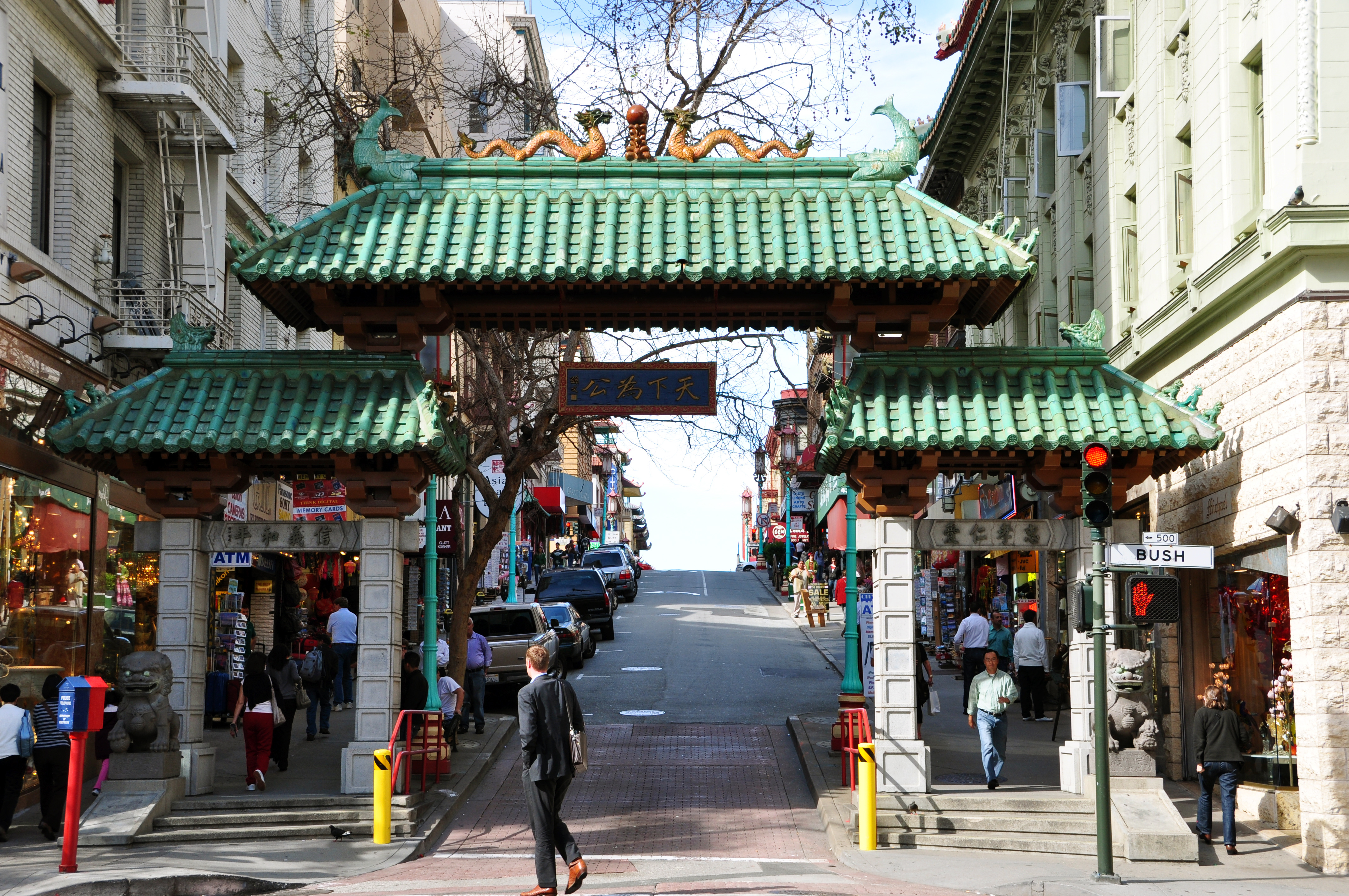
Paifang i Chinatown.

Chinatown, är ett område, en så kallad Chinatown, i San Francisco. Namnet kommer från att majoriteten av invånarna har asiatiskt ursprung, framför allt kinesiskt. Det är det mest kända exemplet på en Chinatown i världen.
Chinatown i San Francisco är utöver Chinatown, Manhattan världens största Chinatown utanför Asien. I Chinatown finns exotiska butiker, etniska matmarknader och utmärkta restauranger. I februari firas det varje år det kinesiska nyåret med parader och dansande drakar.